# Список персонажей серии книг «Сэйфхолд»
Список основных персонажей литературной серии книг Сэйфхолд.

## Лингвистика
Хотя единственным языком Сэйфхолда является стандартный для Терранской Федерации английский, за долгие столетия жизни на планете, язык претерпел определенные изменения, особенно в плане имен.

## Персонажи

### Терранская Федерация
Персонажи, непосредственно происходящие из Терранской Федерации, то есть родившиеся до колонизации Сэйфхолда и уничтожения остального человечества атаками Гбаба.

#### Мерлин Атравис (Merlin Athrawes)
Электронная реинкарнация личности лейтенант-командора Нимуэ Альбан, в теле андроида — ПИКА (англ.  PICA — Personality-Integrated Cybernetic Avatar, Персонально-Интегрированная Кибернетическая Аватара). Нимуэ Альбано погибла в 2421 году, отвлекая внимание Гбаба от колонизационного флота проекта «Ковчег», но запись её личности и принадлежавший ей ПИКА были сохранены доктором Пей Шинг-Вей и в дальнейшем использованы как часть тайного плана по восстановлению технологического наследия человечества.
Помещенная в секретный бункер, ПИКА активировалась спустя 890 лет после колонизации планеты. Оценив ситуацию, Нимуэ решила, что мужское альтер эго лучше подойдет для интеграции в патриархальное общество Сэйфхолда, и создала личность Мерлина Атрависа. В 891 году Господа, Мерлин прибыл в королевство Чарис, где благодаря своей сверхчеловеческой реакции и огромной физической силе ПИКА сумел быстро подняться до поста личного телохранителя наследного принца Кайлеба. Свои способности Мерлин объяснял тем, что является сэйджи - священным воином из легенд Сэйфхолда, обретшим мистические способности благодаря специальным тренировкам и медитациям в тайных монастырях.
Благодаря техническим предложениям и "видениям" Мерлина (которым они объяснял наличие у него информации от высокотехнологичной разведывательной аппаратуры) Чарис сумел выстоять против спровоцированной Церковью агрессии других морских держав и разгромить сильнейшие численно флоты своих противников. При этом, вопреки всем стараниям Мерлина, король Хааральд был убит и трон перешёл к принцу Кайлебу. Мерлин сохранил свой статус телохранителя, и - неофициально - личного советника короля.
Вскоре после этого, тайна личности Мерлина/Нимуэ была раскрыта общиной монастыря святого Жернье, которая сохраняла в глубокой секретности подлинную историю Сэйфхолда и Терранской Федерации. Благодаря поддержке архиепископа Майкла Штайнара (главы Церкви Чариса после раскола), Мерлин смог создать "внутренний круг" из лиц, знающих истинную историю человечества, включающий также короля Кайлеба, королеву Шарлиен и впоследствии - ряд других персонажей.
Основной задачей Мерлина является переломить тысячелетнюю религиозную догму о запрете на познание мира. С этой целью, Мерлин практически никогда не предлагал готовые решения тех или иных инженерных и технических задач, вместо этого намекая на возможные концепции и стремясь побудить людей изобретать и познавать мир самостоятельно. Религиозная война на Сэйфхолде рассматривается им не только как способ разрушить тиранию Церкви Господа Ожидающего, но и как средство подстегнуть технический прогресс через гонку вооружений.

#### ОУЛ (Owl,англ.—сова)
ОУЛ — система искусственного интеллекта, основанная на базе тактического суперкомпьютера «Ордонес-Вестингауз-Литтон». Размещенный доктором Пей Шинг-Вей в подземном бункере вместе с ПИКА лейтенант-командора Нимуэ Альбано, ОУЛ является одним из основных персонажей серии. Функции его сводятся в основном к сбору и обработке больших объёмов информации и постоянному мониторингу ситуации на Сэйфхолде.
С помощью системы беспилотных аэрокосмических аппаратов СНАРК (аббревиатура от Self-Navigating Autonomous Reconnaissance and Communication — Само-Наводящийся Автономный Разведчик и Координатор), ОУЛ осуществляет непрерывное наблюдение за происходящим на планете, а с помощью микроскопических роботов-разведчиков может следить за отдельными людьми, записывать разговоры и проникать практически повсеместно. Эти возможности (а также способность ОУЛ обрабатывать огромные объёмы информации, вычленяя только имеющую значение) Мерлин Атравис активно использует для шпионажа за врагами Чариса и предупреждения заговоров и диверсий.
Будучи в первую очередь военным суперкомпьютером, ОУЛ не имеет ярко выраженной персональности. В первых книгах серии, ОУЛ реагировал на приказы механически, воспринимал их буквально и не проявлял инициативы в действиях. В дальнейшем, тем не менее, ОУЛ развил определенный элемент самосознания и начал действовать более осознанно, порой проявляя самостоятельную инициативу.

#### Эрик Лангхорн (Eric Langhorne)
Глава администрации проекта «Ковчег» и автор всей концепции Церкви Господа Ожидающего, Эрик Лангхорн видел гибель Земли и истребление всего остального человечества Гбаба. Под влиянием произошедшего, он начал верить, что война с Гбаба — наказание человечеству за неосторожность и излишнее любопытство в познании мира.
Назначенный по неизвестной причине главой проекта «Ковчег», Лангхорн вместе с группой заговорщиков из числа администрации пересмотрел исходный план экспедиции. Вместо исходно предполагавшегося тысячелетнего ожидания на низкотехнологическом уровне и последующего воссоздания высокотехнологичного общества, Лангхорн решил навсегда удержать человечество от развития. С этой целью он и его последователи удалили воспоминания спящих в анабиозе колонистов, полностью ликвидировав всякие упоминания о Земле или Терранской Федерации, и заменили их фальсифицированными: согласно новой доктрине, очнувшись от анабиоза, колонисты должны были верить что только что были созданы неким божеством и почитать Лангхорна и его администраторов как Архангелов.
Очевидно, что произошедшее повлияло на личность Лангхорна, в которой начали проявляться элементы мегаломании. Когда доктор Пей Шин-Вей подняла восстание против методов Лангхорна, тот уничтожил основной опорный центр доктора Пей — анклав «Александрия» — при помощи орбитальной кинетической бомбардировки с платформ «Ракураи», убив все население анклава и разрушив целый субконтинент. Это было последним действием Лангхорна: вскоре после этого он был убит офицером службы безопасности Пей Кай-Юнг, который пронес атомный фугас в административный центр колонии.
В ранних книгах, Лангхорн предстает (в воспоминаниях Мерлина) как глубоко антипатическая фигура, фанатик и мегаломаньяк; однако, в поздних книгах его характер приобретает более черты трагической фигуры, не выдержавшей чудовищной ответственности за будущее всей человеческой расы.

#### Пей Шин-Вей (Pei Shan-wei)
Старший научный администратор, координировавший программу терраформации Сэйфхолда перед заселением. Принимала участие в приспособлении экологии планеты под нужды людей, в частности — в адаптации местных видов к новой экосистеме.
Доктор Пей Шин-Вей стала основным голосом протеста против намерений Лангхорна и гражданской администрации колонии навсегда удерживать человечество на Сэйфхолде в средневековье. Сторонники доктора Пей — в основном, учёные и технические специалисты — собрались в анклаве «Александрия», выражая открытое несогласие с действиями администрации. Втайне, сторонники доктора Пей начали подрывную деятельность против утверждавшейся Лангхорном Церкви Господа Ожидающего: с помощью тайно сохраненного оборудования, они сумели нейтрализовать ложные воспоминания нескольких сотен колонистов, которые должны были сохранить подлинную историю Человечества для будущих поколений. Также по инициативе доктора Пей был создан тайник в удаленном и изолированном бункере, хранящий ПИКА Нимуэ Альбано с программой ожидания.
Конфликт между Эриком Лангхорном и доктором Пей Шин-Вей разрешился драматически, когда Лангхорн использовал орбитальные кинетические платформы «Ракураи», уничтожив анклав «Александрия» вместе с доктором Пей и всем остальным населением. Вскоре после этого, Лангхорн и другие «архангелы» был убит взрывом карманного ядерного фугаса, который старший военный офицер колонии Кай-Юнг (соратник доктора Пей и её бывший муж) пронёс в зал заседания администрации колонии.

### Протагонисты
Положительные персонажи, родившиеся на Сэйфхолде.

#### Члены Внутреннего Круга
Персонажи, знающие подлинную историю Сэйфхолда и Терранской Федерации

##### Король Хааральд VII Армахк
Формальный член Внутреннего Круга, король Чариса в течение первой книги. Компетентный и решительный правитель, озабоченный процветанием своей страны, Хааральд VII был втянут в конфронтацию с Церковью в лице «группы четырёх», считавших его независимую политику опасной для влияния церковной верхушки. Отличался чрезвычайно активной (по меркам Сэйфхолда) поддержкой наук и ремесел, создав Королевский Колледж - первое в истории Сэйфхолда научное сообщество.
Хааральд VII активно содействовал деятельности Мерлина в Чарисе, видя в технических инновациях шанс для своей страны выжить в надвигающемся противостоянии. По ряду намеков можно предположить, что Хааральд VII раскрыл тайну личности Мерлина, но сохранил этот секрет при себе.
Погиб в морском сражении в конце первой книги. Корона перешла старшему сыну, Кайлебу I Армахку.

##### Князь Наршман II Бэйтц
Князь Эмеральда; первоначально антагонист серии. Был одним из антагонистов Чариса, так как опасался стать жертвой будущей Чарисской экспансии. Однако, Наршман был крайне обеспокоен и возмущен, когда руководство Церкви решило использовать его и другие морские державы для запланированной Группой Четырёх расправы с Чарисом; Наршман считал, что сделав это, Церковь непоправимо подорвала свой моральный авторитет, продемонстрировав коррупцию и некомпетентность высшего духовенства. Хитрый и коварный, но чрезвычайно умный, Наршман логически предсказал, что падение авторитета Церкви неминуемо приведёт к глобальным потрясениям на Сэйфхолде.
После разгрома флота Эмеральда, Наршман принял решение прекратить сопротивление и сдаться Чарису, так как понимал, что его небольшое княжество не имеет шансов на успешное сопротивление и продолжение войны приведёт только к лишним страданиям для населения Эмеральда. Король Кайлеб Армахк согласился заключить мир на условии, что Наршман и весь правящий дом Бэйтц становятся вассалами короны Чариса, на что Наршман согласился. В дальнейшем, Наршман продемонстрировал себя как достойный доверия и чрезвычайно умный союзник, и в итоге был посвящён в члены Внутреннего Круга.
На службе Империи Чарис, Наршман стал главой разведки и аналитической службы. Он оказался чрезвычайно полезен для Внутреннего Круга. Однако, в 895 году он был смертельно ранен во время устроенного агентами Инквизиции взрыва; в последние часы, копия его личности была записана Мерлином, послужив основой для создания Наршмана-2.

##### Наршман-2
Электронная копия сознания князя Наршмана II, существующая в виртуальной реальности суперкомпьютера OWL. Был создан Мерлином Атрависом перед смертью оригинального князя. Наршман-2 сохранил личность и большую часть воспоминаний, и продолжает действовать как аналитик и координатор агентурной сети на службе Кайлеба.

### Антагонисты

#### Великий Инквизитор Засфар Клинтан (Zhaspahr Clyntahn)
Главный антагонист серии. Великий Инквизитор ЦОГ, глава ордена архангела Шуллера и один из «группы четырёх», Засфар Клинтан является классическим примером мегаломаньяка, озабоченного исключительно расширением и укреплением собственной власти. По мнению окружающих, даже простое несогласие с собой, Клинтан рассматривает как враждебный выпад.
Изначально занимая второстепенное положение в «группе четырёх», Клинтан был одним из самых активных сторонников провоцирования агрессии против королевства Чарис, считая то «неблагонадежным» (то есть находящимся вне его прямого контроля). Именно по его инициативе было спланировано нападение Корисанда, Эмеральда, Тарота и Чизхольма на Чарис. После краха этой инициативы, несмотря на все негативные последствия, позиция Клинтана только упрочилась: начавшийся вслед за решением церкви Чариса выйти из подчинения Храма религиозный раскол усиливал позиции инквизиции, традиционно занимавшейся борьбой с еретиками. Клинтан был наиболее активным сторонником официального объявления священной войны (религиозного джихада) против «еретиков из Чариса» и инициировал программу создания огромного военного флота под непосредственным командованием Церкви для решающего разгрома Чариса.
В 893 году Господа, Засфар Клинтан по собственной инициативе провел грандиозную чистку церковной верхушки Зиона от всех, высказывавших реформистские наклонности. Официально чистка проводилась под предлогом избавления верхушки Церкви от еретиков: на практике, основной удар обрушился на политических противников Клинтана или даже просто несогласных. Свыше 2000 священников и приближенных были подвергнуты «казни Шуллера» — мучительной смерти под пытками. Эта чудовищная демонстрация устрашила остальных членов «группы четырёх» и де-факто вывела Клинтана на лидирующие позиции, предоставив ему практически абсолютную власть над Церковью.
В книгах, Засфар Клинтан показан как маниакально одержимый властью и полностью аморальный человек, готовый уничтожить любого, кто стоит или потенциально может встать у него на пути. Он рассматривает страх как основное орудие управления подчиненными и критически относится к иным средствам мотивации. Склонный к садизму, он не останавливается перед террором и массовыми казнями гражданских. В то же время, Клинтан не является религиозным фанатиком и относится к доктрине церкви лишь как к инструменту поддержания его власти. По мере возвышения к абсолютной власти, у Клинтана начали, видимо, проявляться признаки психического расстройства и нарушения логики: так, испытывая личную неприязнь к республике Сиддармарк, он намеренно спровоцировал в ней кровавую гражданскую войну — хотя экономика республики была жизненно важна Церкви для сохранения платежеспособности, и своими действиями Клинтан де-факто обрел ЦОГ на неминуемый финансовый крах.

#### Казначей Робар Дюшрайн (Rhobair Duchairn)
Викарий и казначей ЦОГ: один из «группы четырёх», коррумпированной верхушки Церкви, управляющей её политикой. Он единственный высказывал сомнения насчет плана Клинтана спровоцировать агрессию против королевства Чарис, руководствуясь в основном чисто экономическими соображениями.
Церковный раскол и начавшаяся вслед за ним религиозная война глубоко потрясли и шокировали Дюшрайна, и в итоге привели к моральному и духовному перерождению. Мучимый раскаянием за то зло и коррупцию в Церкви, которым он способствовал, Дюшрайн стал гораздо более внимательно относиться к своим духовным обязанностям как священника ЦОГ. Своё влияние в Церкви он использовал для помощи больным, слабым и голодающим в Землях Храма — та обязанность ЦОГ, к которой долгое время верхушка церкви относилась как к пустой формальности. Дюшрайн также высказывал серьёзные опасения относительно возможности Церкви вести долговременную войну и финансовом плане и в 895 году Господа открыто признал, что ЦОГ стоит на грани финансовой катастрофы.
Жестокая расправа Клинтана с реформистским движением в Церкви ужаснула Дюшрайна. Бессильны помешать инквизиции, он, тем не менее, категорически отказался формально поддержать действия Клинтана и сумел тайно предупредить о готовящейся расправе некоторых реформистов. С этого момента, возник непрерывный антагонизм между Клинтаном и Дюшрайном: хотя Дюшрайн не имел реальной возможности противостоять Великому Инквизитору, он решил, что Клинтана необходимо остановить и поклялся сделать это при первой же возможности. Хотя Клинтан не рассматривает Дюшрайна как реальную угрозу своей власти, он, очевидно, недооценивает решимость казначея, а также его возросшее (в связи с необходимостью финансово и логистически обеспечивать религиозную войну) влияние в структуре Церкви и Армии Господа.

#### Капитан-генерал Аллин Магивайр (Allayn Magwair)
Викарий и капитан-генерал ЦОГ, Аллин Магивайр в «группе четырёх» занимал наименее значимую позицию, так как Церковь, кроме небольшой церковной стражи, не имела значимых вооружённых сил. Он был одним из инициаторов агрессии против Чариса, но составленный под его руководством план кампании был далек от идеала и завершился значимым поражением.
После начала  религиозного раскола на Сэйфхолде, и последующего развития вооружённых сил Церкви, позиции Магивайра неожиданно усилились. Он поддержал действия Клинтана по зачистке реформистского движения в Церкви, но в то же время стал все чаще вступать в конфликт с Великим Инквизитором по вопросам ведения военной кампании. Не будучи талантливым стратегом, Магивайр тем не менее обладает значительным упорством и способностью приспосабливаться к обстоятельствам, что в отдаленной перспективе делает его более опасным противником Чариса чем косный и полубезумный Клинтан.

#### Канцлер Замшен Трайнар (Zahmsyn Trynair)
Викарий и канцлер совета викариев ЦОГ; неформальный лидер «группы четырёх». Фактически, управлял Церковью через марионеточного «Великого Викария», полностью подчиненного его влиянию. Был одним из инициаторов провоцирования агрессии против Чариса; однако, плохо представляя чисто военные последствия, не сумел удержать контроль над событиями.
После начала религиозного раскола на Сэйфхолде, позиции Трайнара существенно ослабли. Полагаясь более на политическое влияние и дипломатию, в условиях начавшейся священной войны он был оттеснен от реальной власти на второстепенные позиции. После расправы Верховного Инквизитора Клинтана над реформистским движением в Церкви, Трайнар окончательно устранился от управления, сосредоточившись на обеспечении собственной безопасности.

#### Князь Гектор Дайкин (Prince Hector Daikyn)
Основной антагонист первых двух книг серии. Правитель княжества Корисанд, князь Гектор прилагал большие усилия чтобы обеспечить могущество и процветание своего королевства, расширяя его территорию с помощью завоеваний и принудительных союзов (сформировав т. н. «Лигу Корисанда») и укрепляя влияние монархии за счет ограничения власти феодалов. В своих действиях, князь часто прибегал к интригам, диверсиям и политическим покушениям. Поданные считали его жестоким но справедливым правителем, искренне заботящимся о благе своего народа.
Экспансионистские планы князя Гектора в итоге привели к экономической и политической конфронтации с королевством Чарис. В своих действиях, Гектор опирался на поддержку верхушки ЦОГ, обеспокоенной излишним усилением Чариса и его сравнительно высокой автономии от Церкви. Однако, планы Гектора потерпели крах, когда его флот (как и флоты других держав, направленные Церковью против Чариса) был разгромлен в сражении. Слабым утешением для князя Корисанда являлась гибель в бою его основного оппонента — короля Чариса Хааральда VII.
Лишенный флота, изолированный от союзников, Гектор, однако, считал, что ситуация ещё не проиграна полностью. Он знал, что Чарис не обладает крупной наземной армией, и надеялся удерживать своё княжество достаточно долго, чтобы Церковь успела прийти к нему на помощь. Однако, династический брак молодого короля Чариса Кайлеба II с королевой Чизхольма Шарлиен спутал расчеты Гектора. Вскоре после этого, Кайлеб II вторгся с мощной армией в Корисанд и за счет новаторского оружия, лучшей боевой тактики и господства на море, разгромил армию княжества.
Не желая подвергать свой народ будущим страданиям в безнадежной войне, князь Гектор принял решение капитулировать (хотя считал, что вероятно будет казнен победителями в качестве мести за гибель Хааральда VII). Однако, прежде чем Гектор успел осуществить своё намерение, агенты инквизиции убили князя и его старшего наследника, возложив вину на Чарис.

#### Адмирал Люйис Гардинир, эрл Тирск (Lywys Gardynyr, earl of Thirsk)
Дворянин из королевства Дошлар, адмирал, эрл Тирск является одним из наиболее компетентных командующих, противостоящих Чарису на протяжении всей серии. В первой книге, эрл Тирск был вторым в цепочке командования Дошларского флота, направленного Группой Четырёх против Чариса. Из-за некомпетентности его непосредственного начальства (а также из-за технических инноваций Чариса, противопоставившего галерному флоту Дошлара флот вооружённых тяжелой артиллерией галлеонов), флот Тирска был разгромлен в битве при Рифах Армагеддона; однако, потерпев поражение, эрл Тирск сделал верные выводы о необходимых коренных изменениях в военно-морской тактике. По возвращении на родину, адмирал некоторое время находился в опале из-за стремления Дошларской аристократии свалить на него вину за поражение; лишь после начала Церковью Священной Войны против Чариса, эрл Тирск получил церковную поддержку и полномочия для восстановления флота.
За сравнительно короткое время, эрл Тирск сумел воссоздать Дошларский флот, повысив компететность его командного состава путём устранения традиционных преференций аристократии и активных тренировок. Он также сумел восстановить боевой дух моряков, добившись от Церкви обещания гарантировать пенсии семьям всех, погибших в «Священной Войне против чарисской ереси». Этими действиями адмирал нажил себе немало врагов; однако, под его командованием Дошларский флот наконец-то сумел сражаться с Чарисом на равных и даже в итоге нанести Чарису значимое поражение.
Эрл Тирск выступает в книгах как глубоко компетентный флотоводец, умеющий анализировать ситуацию и находить правильные решения. Его возмущают жестокие действия Инквизиции (например, приказ передавать Чарисских пленных инквизиторам для мучительной казни), однако он считает свой долг перед королевством Дошлар превыше. Протагонисты книги глубоко уважают Тирска как честного и компетентного противника.